# Eilema pseudoluteola
Eilema pseudoluteola är en fjärilsart som beskrevs av Embrik Strand 1922. Eilema pseudoluteola ingår i släktet Eilema och familjen björnspinnare. Inga underarter finns listade i Catalogue of Life.